# Rondibilis clermonti
Rondibilis clermonti là một loài bọ cánh cứng trong họ Cerambycidae.